# 孫震
孫 震（そん しん）は、中華民国の軍人。川軍（四川軍）の軍人で、後に国民革命軍の有力な指揮官となった人物である。譜名は定懋。後に懋と改名し、さらに震と改名した。字は徳操。

## 事跡

### 革命派としての活動
儒家の家庭に生まれたが、経済的には困窮していた。孫震は初め学問を志し、1904年（光緒30年）に成都学堂甲班に入学した。1906年（光緒32年）、軍人の道に転じて、成都陸軍小学第2期に入学した。その3年後に卒業し、西安陸軍中学に転入する。このとき、革命思想に触れ、中国同盟会にも加入した。辛亥革命が勃発すると、西安で四川革命軍を組織し、さらに武漢へ向かった。
1912年（民国元年）8月、保定陸軍軍官学校に入学した。翌年、二次革命（第二革命）が勃発すると、孫震は上海に向かい、革命派として参戦したが、革命派は敗北した。8月、漢口へ向かったところ、四川軍の革命派である熊克武・楊庶堪と知り合い、共に四川省に戻ってやはり革命派として戦ったが、これも敗北した。そのため、しばらく孫震は雌伏を強いられる。
1914年（民国3年）、孫震は、劉存厚率いる四川軍第2師に加入し、翌年12月の護国戦争（第三革命）で劉が護国軍として蜂起すると、孫震もこれに追随し、勇戦した。以後、孫震は劉率いる四川軍の勇将として台頭していく。1920年（民国9年）8月、孫震は「靖川軍」第1路司令に任命され、成都攻略と滇軍（雲南軍）掃討に貢献した。これにより第21師第41旅旅長に昇格している。

### 四川軍での台頭
翌年3月、劉存厚が川軍将領の支持を失って陝西省寧羌（現在の漢中市寧強県）に逃れたが、孫震はこれに追随せず、四川に留まった。以後の孫震は、川軍の有力指揮官の1人である田頌尭の片腕となっている。その後の四川内戦を経て、1925年（民国14年）12月に田が川西屯殖総司令（本拠：三台）となると、孫震は副司令兼第21師師長として綿陽に駐屯した。翌年12月に田が国民政府に転じて国民革命軍第29軍軍長となると、孫は副軍長兼第1路司令に任ぜられた。孫震は、自軍の訓練に勤しんだだけでなく、教育事業・経済振興・農地開発・文化奨励にも熱心であった。その文武両面での手腕は、川軍軍人の中でも傑出したものであったとされる。
1932年（民国21年）、孫震は田頌尭と対立の末に上海に一時出奔したことがあった。しかし結局、田の要請により復帰し、劉文輝ら対立する川軍指揮官との戦いを続けた。長征中の紅軍第4方面軍が四川を通過した際には、田と孫震はこれを迎撃したものの、大敗に終わる。次いで、川軍のリーダーと目される劉湘の下で、田・孫率いる第29軍は他軍とともに紅軍を包囲攻撃した。しかし1935年（民国24年）3月、紅軍は第29軍の防衛線を突破してしまう。これにより、田は蔣介石から責任を問われて第29軍軍長を罷免され、孫震が後任軍長となった。さらに5月には、孫震は第41軍軍長とされている。

### 日本軍との戦い
1937年（民国26年）、日中戦争（抗日戦争）が勃発すると、孫震は第22集団軍副総司令兼第41軍軍長に任命され、日本軍を迎撃するために山西省方面の戦線に投入された。孫震は最前線で磯谷廉介率いる第10師団などを相手に戦い、主力である閻錫山の晋軍以上に奮闘した。
12月、李宗仁が統轄する第5戦区に遷り、翌年2月、孫震は第22集団軍総司令に昇進した。孫震は、日本軍を恐れて逃亡した第5戦区副司令長官韓復榘に代る形で魯南（山東省南部）に入る。そして3月14日から3日間をかけて、孫震は滕県（現在の棗荘市滕州市）を固守して、進攻してくる日本軍と激戦を展開した。結局孫震は、配下の勇将である第122師長王銘章を失った他、多数の死傷者を出して滕県を失陥している。しかし、この時の孫震以下の勇戦は、日本軍の大きな消耗をもたらした。そのため、この戦いぶりは李からも高く評価され、後の台児荘戦役での勝利をもたらした、と激賞している。
孫震はその後も各地で日本軍との戦いを続け、1939年（民国28年）5月の鄂北会戦、1941年（民国30年）5月の随棗会戦、1943年（民国32年）5月から8月の2度の鄂西会戦などに参戦し、何度か日本軍を撃退する功績を立てている。1942年（民国31年）、第5戦区副司令長官兼第22集団軍総司令に昇進した。1945年（民国34年）9月、第9戦区受降副主官として日本軍の降伏受諾事務を担当している。

### 国共内戦での敗退
1946年（民国35年）5月、鄭州綏靖公署副主任兼第5綏靖区司令官に任命される。国共内戦で中国人民解放軍を相手に戦ったが、劉伯承・鄧小平率いる第2野戦軍に敗北を重ねた。1949年（民国38年）2月、重慶綏靖公署副主任兼川東綏靖司令に異動し、西南部で人民解放軍を迎撃しようとした。しかし同年12月、川軍の鄧錫侯・劉文輝らが人民解放軍に内通、武装蜂起してしまう。進退窮まった孫震は、公署主任の楊森とともに、台湾へ逃れた。
台湾では、総統府戦略顧問委員会戦略顧問に任命された。1952年（民国41年）に退役し、総統府国策顧問、国民大会代表、光復大陸設計研究委員会委員、憲政研討委員会委員などを歴任している。
1985年（民国74年）9月9日、台北で病没。享年94（満93歳）。

## 注
1. ↑  馬宣偉「孫震」、317頁。
2. ↑  馬同上、319頁。
3. ↑  馬同上、320頁